# Aloe cipolinicola
Aloe cipolinicola är en grästrädsväxtart som först beskrevs av Joseph Marie Henry Alfred Perrier de la Bâthie, och fick sitt nu gällande namn av J.-b.Castillon och J.-p. Castillon. Aloe cipolinicola ingår i släktet Aloe och familjen grästrädsväxter. Inga underarter finns listade i Catalogue of Life.